# Hyundai Xcent
La Hyundai Xcent è una autovettura prodotta dalla
casa automobilistica sud coreana Hyundai Motor Company dal 2014 al 2020.

## Descrizione
Basata sulla Hyundai Grand i10, la Xcent è una berlina 3 volumi 4 porte prodotta dalla filiale Hyundai Motor India Limited a Chennai. La Xcent è stata lanciata il 12 marzo 2014, venendo concepita per adattarsi al segmento delle berline inferiori ai 4 metri, che in India sono diventate molto popolare dopo che il governo ha imposto tasse maggiori per le auto più lunghe di 4000 mm. Viene venduta anche nei mercati al di fuori dell'India come Hyundai Grand i10 Sedan.